# Étudiants musulmans de France
Pour les articles homonymes, voir EMF.
Étudiants musulmans de France (EMF) est une association étudiante fondée en 1989. Elle se donne pour mission « de faciliter le passage de l'étudiant à l'université, former des citoyens engagés en société et normaliser la présence musulmane en France ».
Régulièrement accusée de prosélytisme et de proximité avec les Frères musulmans, l'organisation rejette ces critiques et se revendique indépendante de toute affiliation politique ou idéologique.

## Historique
L'association est créée à Bordeaux en 1989 par Fouad Alaoui, futur secrétaire général de l'UOIF, sous le nom Union islamique des étudiants de France (UISEF),.
Elle prend son nom actuel lors de son congrès national du 8 au 10 novembre 1996 à Limoges,,,.
En 1997, à l'occasion du troisième congrès national des Étudiants musulmans de France, vingt-deux organisations de gauche publient un communiqué dénonçant l'organisation et l'accusant de s'être « signalée par son prosélytisme religieux et par sa pression sur les étudiants d'origine maghrébine, notamment sur le conseil donné aux jeunes filles de porter le voile ».
En 2002, à Grenoble, l'association obtient 22 % des voix aux élections étudiantes, avec des scores atteignant jusque 82 % dans certaines résidences universitaires.
La même année, Le Point révèle que l'organisation possède 32 actions de la banque Al-Taqwa, liée aux Frères musulmans et accusée de « soutenir les réseaux islamistes d'Oussama ben Laden ». L'EMF affirme alors qu'elle avait été orientée vers cette banque à la suite d'une entrée d'argent de 18 000 francs, parce qu'elle « respectait les valeurs musulmanes dans [ses] placements », pensant à l'époque qu'il s'agissait d'une banque suisse.
Après les attentats du 13 novembre 2015, l'association réalise une vidéo remarquée pour exprimer sa solidarité aux proches des victimes et prôner l'union nationale,,,.
En 2021, elle compte 26 sections locales.
Dans un rapport des services de renseignement français dévoilé le 21 mai 2025 intitulé « Frères Musulmans et islamisme politique en France » consacré à l'influence supposée des Frères musulmans en France, EMF est présenté comme « structure frériste » installée en France « en cohérence avec le triptyque frériste initial prônant la prédication, l'éducation et le social ». Le rapport accuse aussi EMF d'être étroitement lié aux autres structures fréristes « Musulmans de France (ex-UOIF) et le Femyso ».

### Résultats aux élections des CROUS
En 2002, les élections des représentants des étudiants dans les CROUS voient une nette percée d'EMF, qui depuis sa création avait entre zéro et 5 élus. En effet, l'association revendique 6,4 % des votants (passant de 1 942 voix et 1,6 % à 7 191 voix) et 11 élus sur 182. Cependant, aux élections suivantes en 2004, l'EMF n'obtient que 2 élus à Créteil et Grenoble.
Lors des élections CROUS de 2006, l'EMF obtient cinq élus.
En 2016, elle obtient deux sièges au sein du CROUS de Lille, un sur la liste Bouge ton CROUS et l'autre sur la liste UNEF[réf. nécessaire].
En 2023, elle obtient 4 148 voix soit 2,1 % au niveau national. L'EMF obtient son seul siège au CROUS de Strasbourg (un élu sur 182).

## Liens avec les autres organisations étudiantes
En 2021, une note confidentielle de l'Élysée affirme que l'EMF et l'UNEF se sont rapprochés du fait du recentrage de l'UNEF sur la « lutte contre les discriminations ». Ce rapprochement entre les deux syndicats serait par exemple à l'origine d'une tentative de l'UNEF d'interdire la représentation d'une pièce de théâtre à la Sorbonne. L'UNEF fait parfois des listes communes avec l'EMF lors des élections étudiantes, comme à Grenoble ou Lille, et a partagé son local avec l'organisation à Orléans,.
Elle organise une conférence en commun avec Tariq Ramadan, petit fils du fondateur des Frères musulmans avec l'Union nationale inter-universitaire (UNI). Cette collaboration avec un syndicat classé à droite ou à l'extrême droite suscite une rupture de son alliance locale avec l'UNEF, classée à gauche.
L'EMF a également participé à des listes communes avec la Fédération des associations générales étudiantes (FAGE) à l'occasion des élections CNOUS de 2002, suscitant la polémique. Depuis, la FAGE a pris ses distances avec l'organisation.

## Liens avec les partis politiques
En 2004, l'organisation refusait de se catégoriser de gauche ou de droite et se rapprochait de manière indifférenciée des organisations étudiantes de gauche (UNEF) comme de droite (UNI, RPR).
En 2022, l'EMF appelle à voter pour La France insoumise dans le cadre de l'élection présidentielle française.

## Affiliation européenne
L'EMF fait partie du forum des organisations européennes musulmanes de jeunes et d'étudiants (Femyso), organisation elle aussi accusée de faire partie de la galaxie des frères musulmans. L'association est décrite par Florence Bergeaud-Blackler comme une émanation jeune et transnationale de l'Union des organisations islamiques en Europe (UOIE), structure proche des Frères musulmans et qui représente le courant fondamentaliste de l'islam en Europe.

## Financement
L'organisation admet en 2002 recevoir 10 000 euros par an de la part « des Saoudiens » et ce « sans contrepartie ».

## Critiques
En 2002, l'essayiste Michèle Tribalat s'interroge sur le sens que donne l'EMF à la laïcité ; un journaliste de L'Express s'interroge sur un éventuel double discours pratiqué par cette association. Mohamed Louizi, ancien cadre de l'UOIF, déclare en 2021 que l'association est en réalité le bras étudiant des Frères musulmans, dont le but est de faire « du prosélytisme dans les facs ».
En 2013, un rapport du Haut Conseil à l'intégration s'inquiète de l'influence exercée par l'UOIF au travers de l'EMF, et indique que l'organisation s'est fait connaître « en appelant au boycott des cafétérias non halal de Lille 3 ».
Dans son livre Le frérisme et ses réseaux, Florence Bergeaud-Blackler, décrit l'EMF comme faisant partie de la stratégie de quadrillage de la société par l'UOIF, dont le rôle serait de s'implanter dans le monde étudiant. L'EMF nie ces accusations de proximité avec les Frères musulmans et revendique être une « une association indépendante, dénuée d'affiliation idéologique ou politique ».
Dans une enquête publiée le 17 juillet 2024, Le Figaro révèle que les Étudiants musulmans de France organisent sur de nombreux campus des évènements étudiants en partenariat avec Humani'Terre, une association faisait l'objet d'une enquête ouverte par le parquet national antiterroriste en novembre 2023 pour financement du terrorisme, association de malfaiteurs terroriste criminelle, et blanchiment en bande organisée en relation avec une entreprise terroriste,.
En 2024, Bertrand Chamoulaud, directeur national du renseignement territorial, déclare que « la conception française de la laïcité subit une offensive forte, notamment via le syndicat des Étudiants musulmans de France (EMF), désormais représenté au CROUS pour tenter d'interdire le porc à la cantine ».

## Publications
- 1993-1995 : L'Événement estudiantin (revue)[33]  (ISSN 1245-0979).
- 2009 : Qu'est-ce que l'EMF ? : 20 ans au service de l'étudiant, Paris, L'Archipel, coll. « L'information citoyenne », 120 p. (ISBN 978-2-8098-0193-4).